# Plagiaulax becklesii
Plagiaulax becklesii — вид дрібних викопних ссавців родини Plagiaulacidae ряду Багатогорбкозубі (Multituberculata). Вид існував у ранній крейді (145–140 млн років тому) в Європі. Описаний по двох знахідках у формації Лулворз в Англії. Голотип складається з правої частини нижньої щелепи із зубами.